# 100 photographies qui ont changé le monde
100 photographies qui ont changé le monde (100 Photographs that Changed The World) est un livre de photographies édité en 2003 par le magazine américain Life. Il contient 100 photos choisies pour leur impact historique significatif.

## Histoire
Le projet a débuté par une question en ligne publiée sur le site web de Life en 2003 et sur The Digital Journalist (en) : « Les photographies peuvent-elles créer le même effet historique que la littérature » ? La question est restée sur le site Web pendant plusieurs semaines pour que les visiteurs puissent y répondre ouvertement. La plupart des réponses étaient favorables à l'idée, à l'exception d'une réfutation du photographe documentaire Joshua Haruni qui a déclaré : « les photographies peuvent certainement nous inspirer, mais l'écrit a la capacité d'étinceler l'imagination plus profondément que toute photographie, dont le contenu se limite à ce qui existe dans le cadre ».
Life a déterminé qu'une collection d'images qui a changé le monde est une chose qui mérite réflexion, ne serait-ce que pour arriver à une certaine résolution sur la nature influente de la photographie et si elle est limitée, vaste ou entre les deux. Les images nommées par le public ont été examinées par les éditeurs qui ont ensuite compilé cent photographies qui représentaient selon eux des réalisations photographiques technologiques, documentaient des événements et des réalisations historiques ou avaient atteint un statut culturel et symbolique iconique. Le livre a été édité par Robert Sullivan et l'éditeur d'images Barbara Baker Burrows, et publié par Time, Inc. Home Entertainment. Une édition mise à jour du livre a été publiée le 9 août 2011.

## Sections
L'ouvrage est divisé en quatre grands chapitres et trois sous-sections d'accompagnement. Les chapitres sont :
- Les arts (qui se concentre sur l'évolution de la photographie au cours du XIXe siècle et son application ultérieure à l'exploitation culturelle) ;
- La société (qui documente les images qui ont capturé des moments qui ont modifié la connaissance du public sur les questions politiques, sociales, culturelles et environnementales) ;
- la guerre (moments cruciaux de conflit et de violence associée) ;
- Science et Nature (capturer les triomphes, les défaites et les horreurs technologiques).

Les trois sous-sections sont :
- Art photographique (premières œuvres d'artistes dont le médium principal était la photographie) ;
- Photographie truquées (les tristement célèbres escroqueries perpétrées par le biais de la photographie) ;
- Stop Action (photos qui sont en fait des captures d'écran).

## Photographies
Certaines des photos incluses sont identifiées à des événements plus importants, comme la photo de 1937 de H.S. Wong (en) d'un enfant seul pleurant dans une gare démolie le « Samedi sanglant », comme étant représentative de l'ensemble du bombardement de Shanghai. D'autres photographies sont des extraits de collections historiques plus importantes, comme les documents révolutionnaires de Roger Fenton et d'Alexander Gardner sur la guerre de Crimée et la guerre de Sécession. Les notes de marge documentent l'arrière-plan circonstanciel de nombreuses photographies, ainsi que les cas où les images ont été accusées d'avoir été mises en scène.

## Galerie
Quelques-unes des photographies sélectionnées. Seules celles dans le domaine public peuvent être affichées ici.

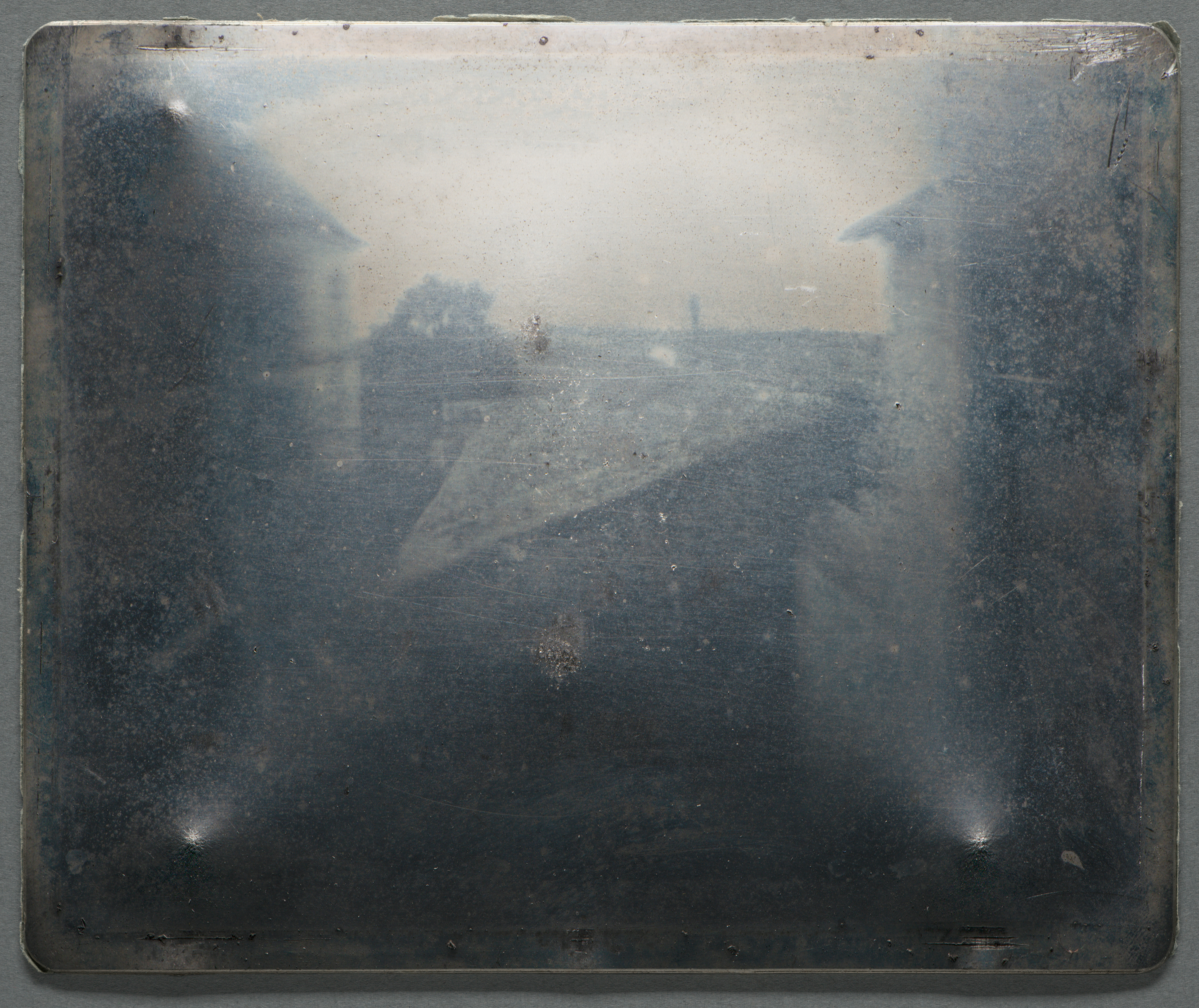
Point de vue du Gras, 1827
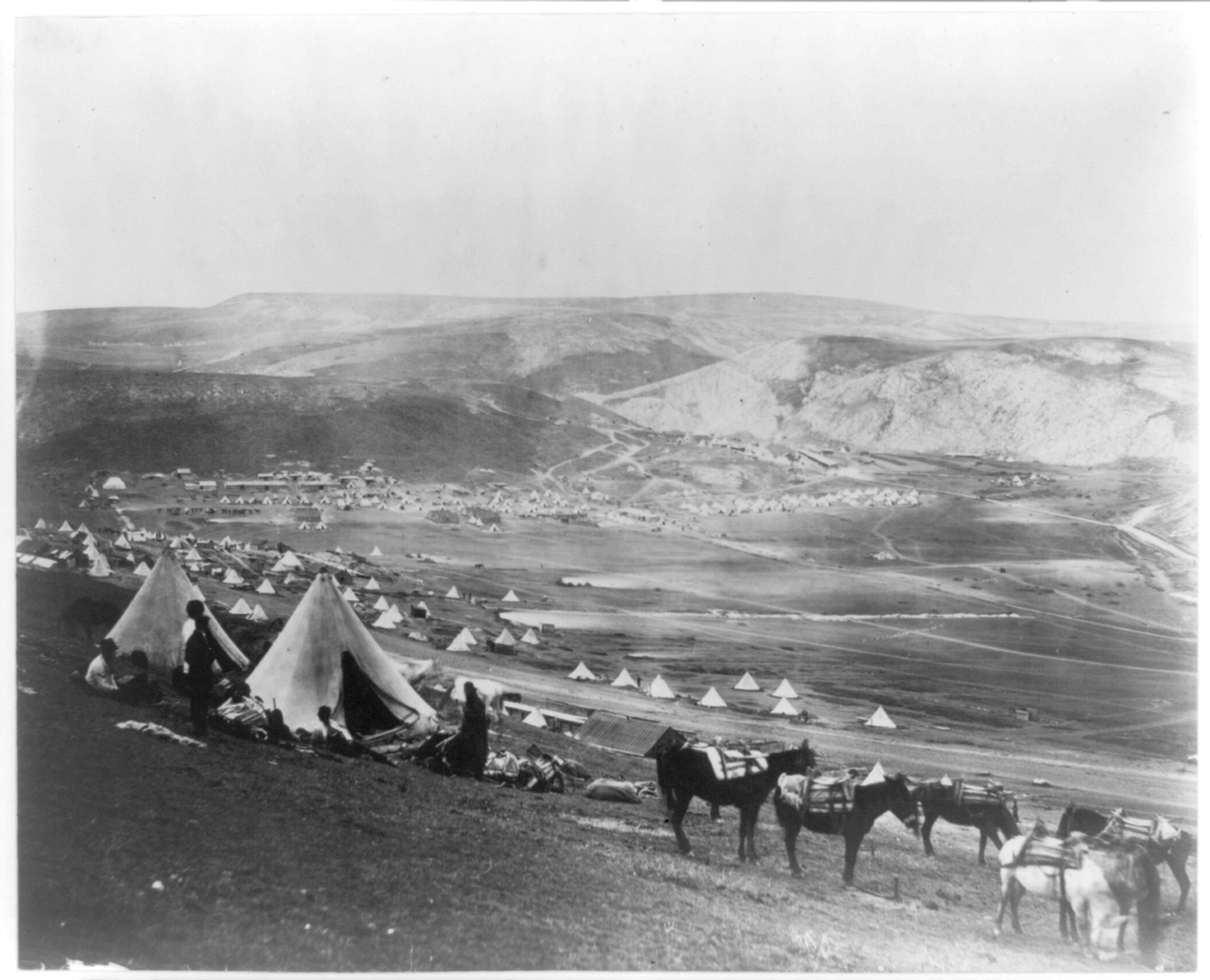
Cavalry camp near Balaklava - Guerre de Crimée, 1855
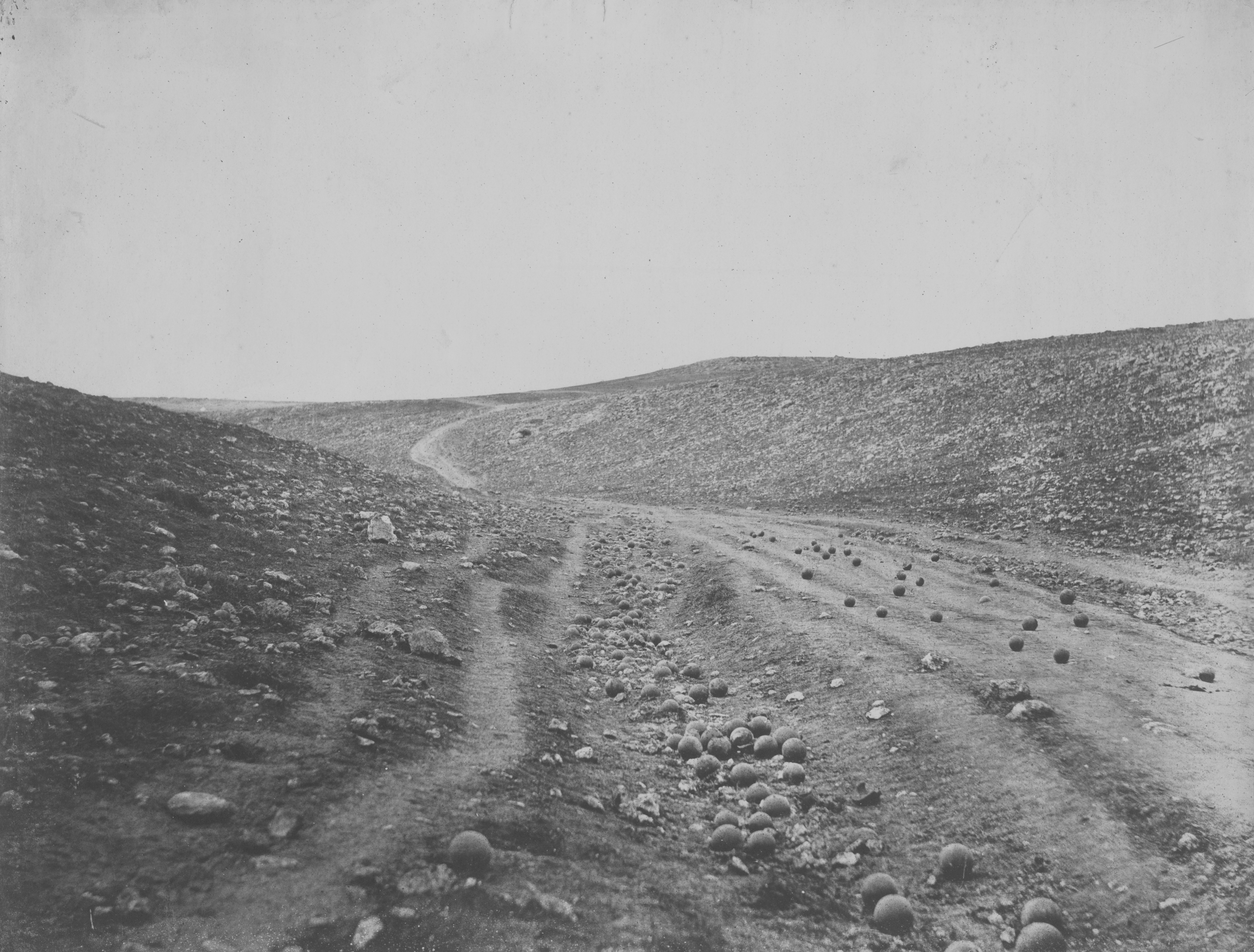
La vallée de l'ombre de la mort - Siège de Sébastopol, Guerre de Crimée, 1855
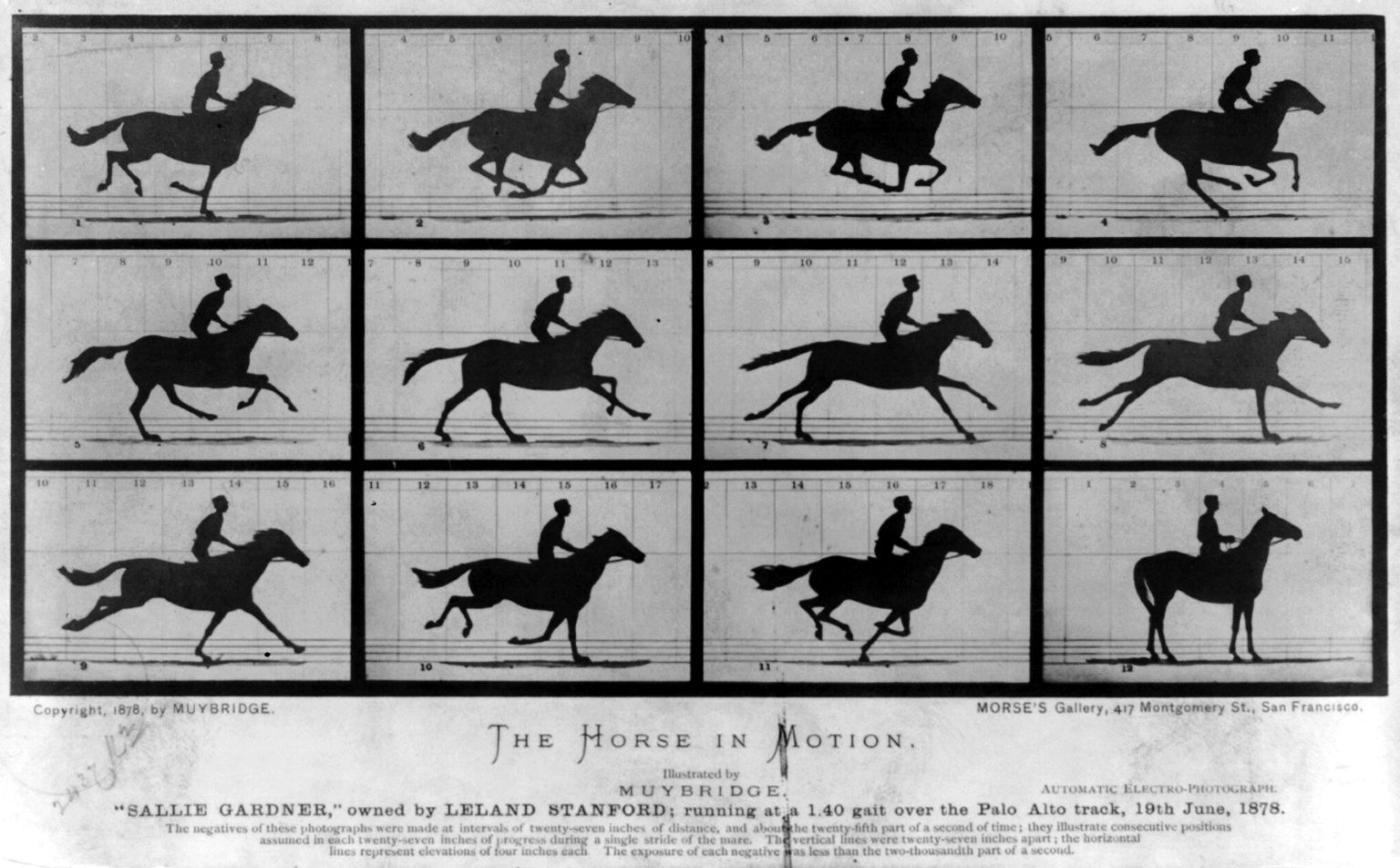
The Horse in Motion, 1878
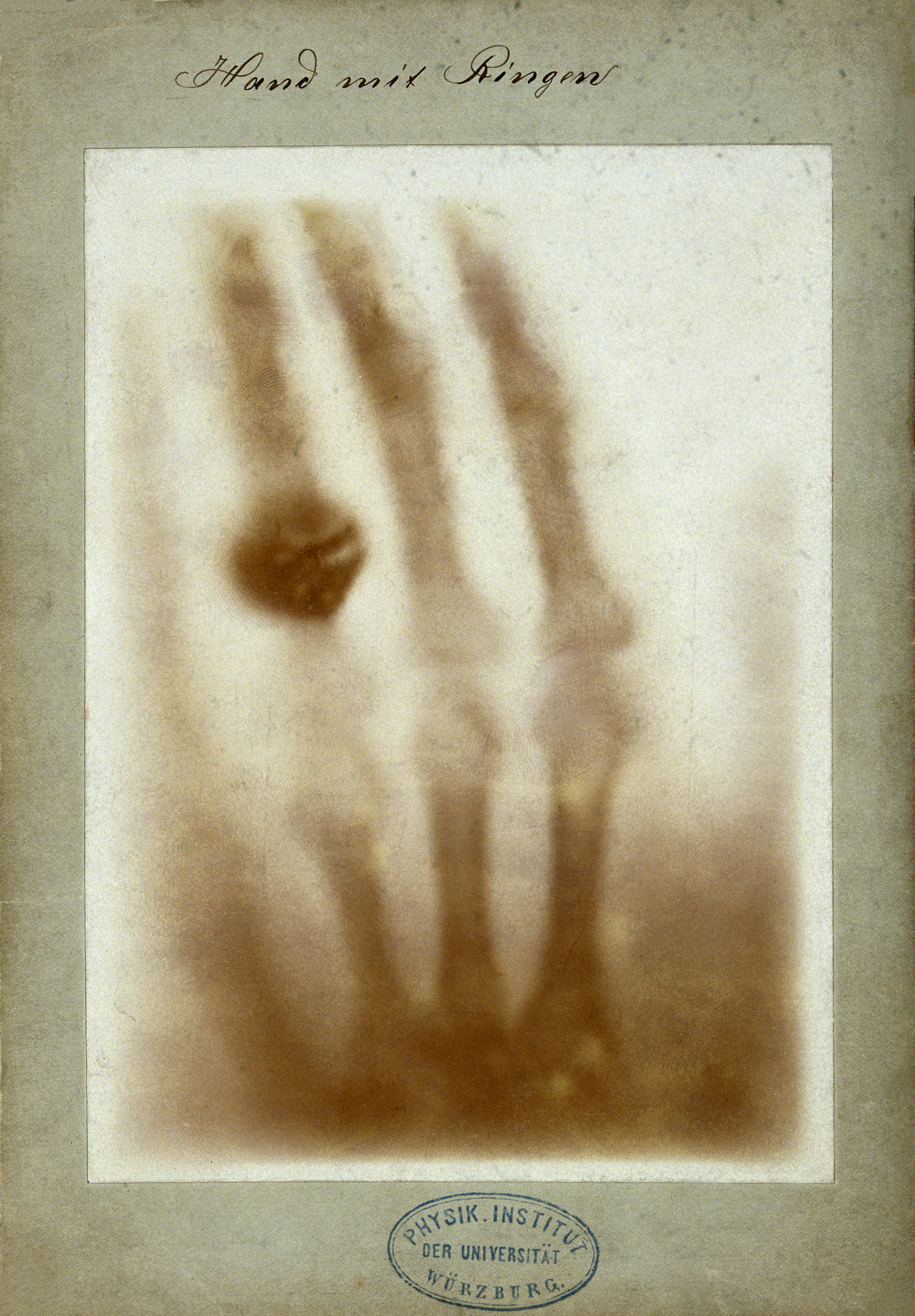
Rayon X par Wilhelm Röntgen, 1896
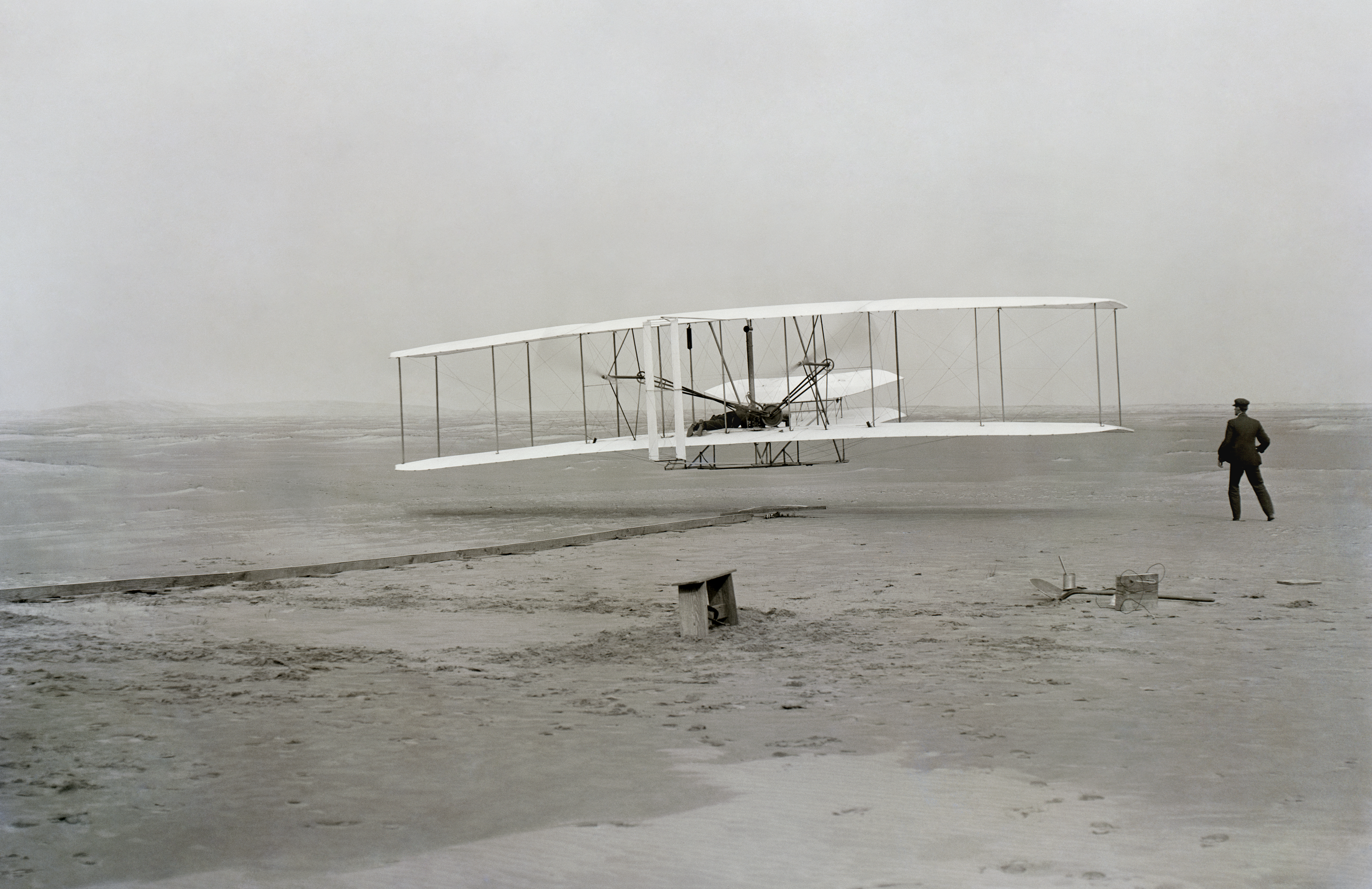
Premier vol par les frères Wright, 1903
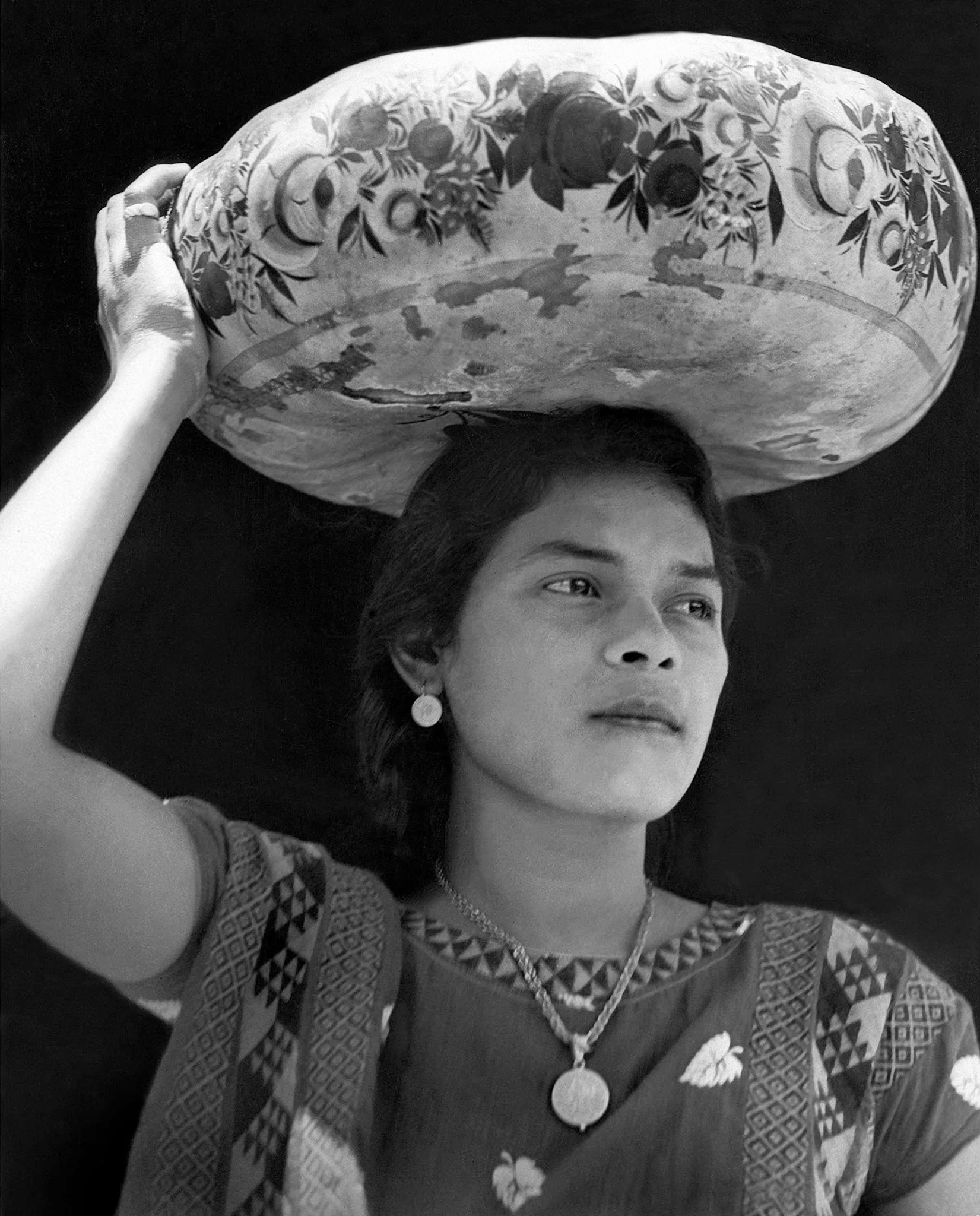
Femme de Tehuantepec, 1929, par Tina Modotti
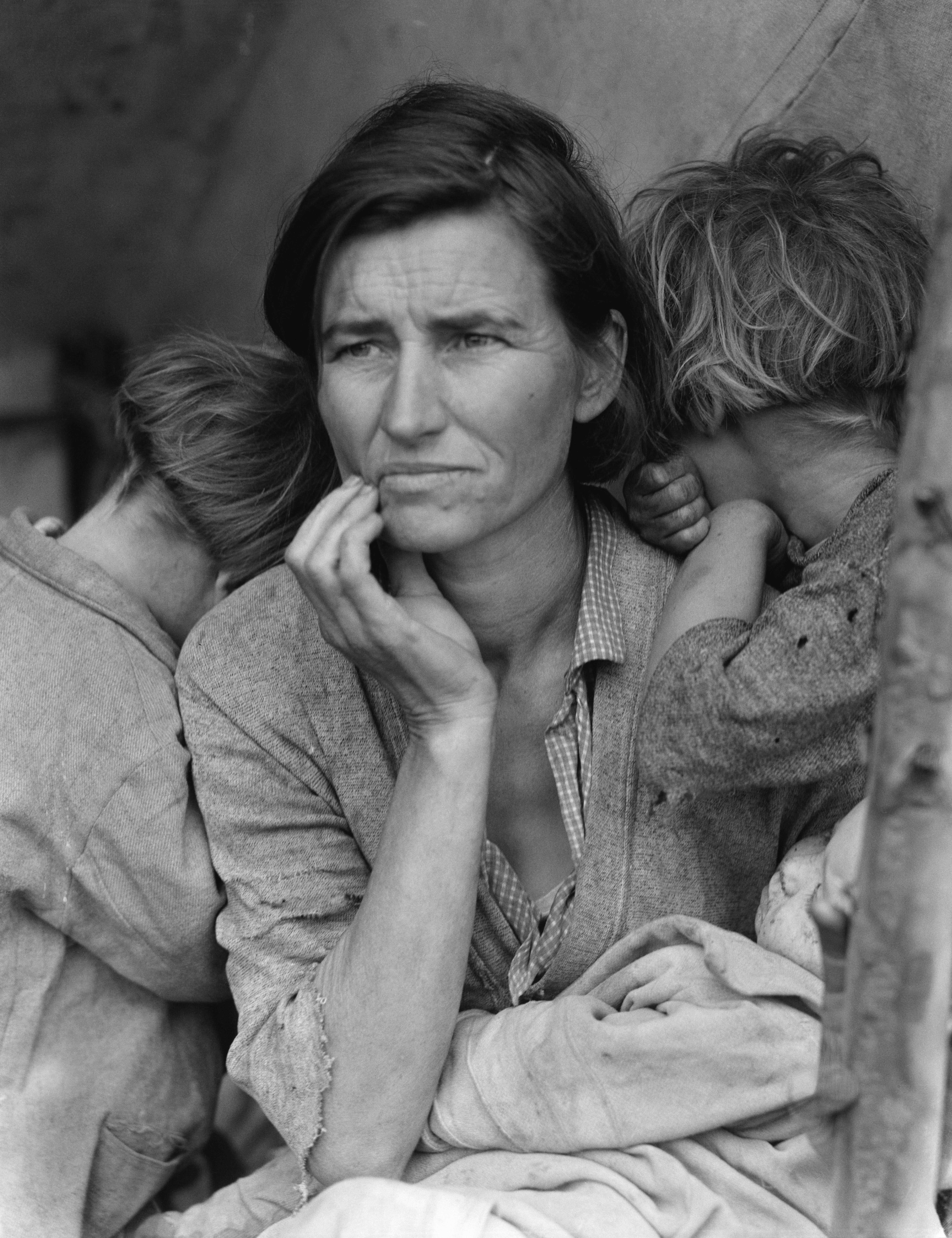
Migrant Mother, 1936
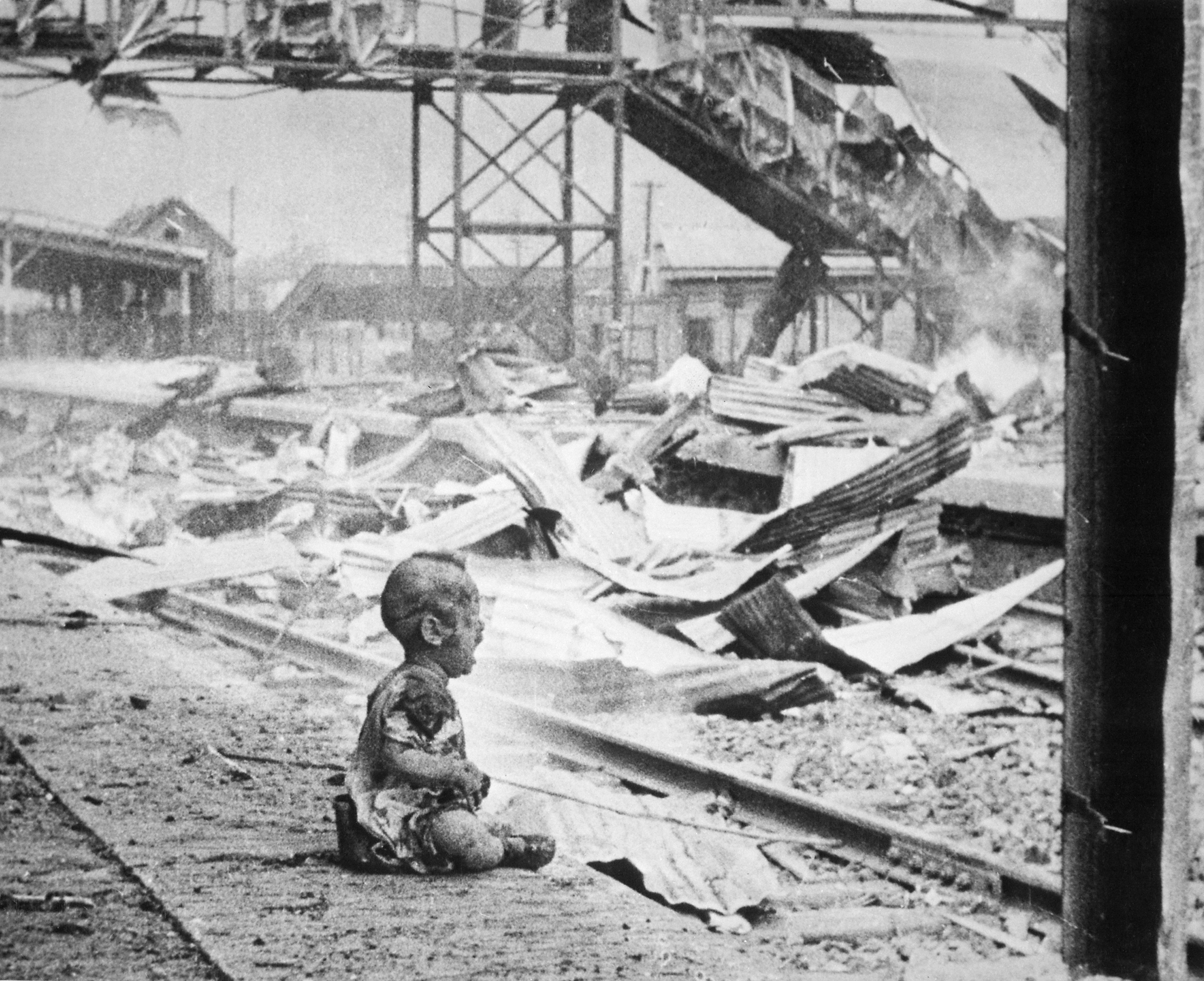
« Samedi sanglant » - Bataille de Shanghai (1937)
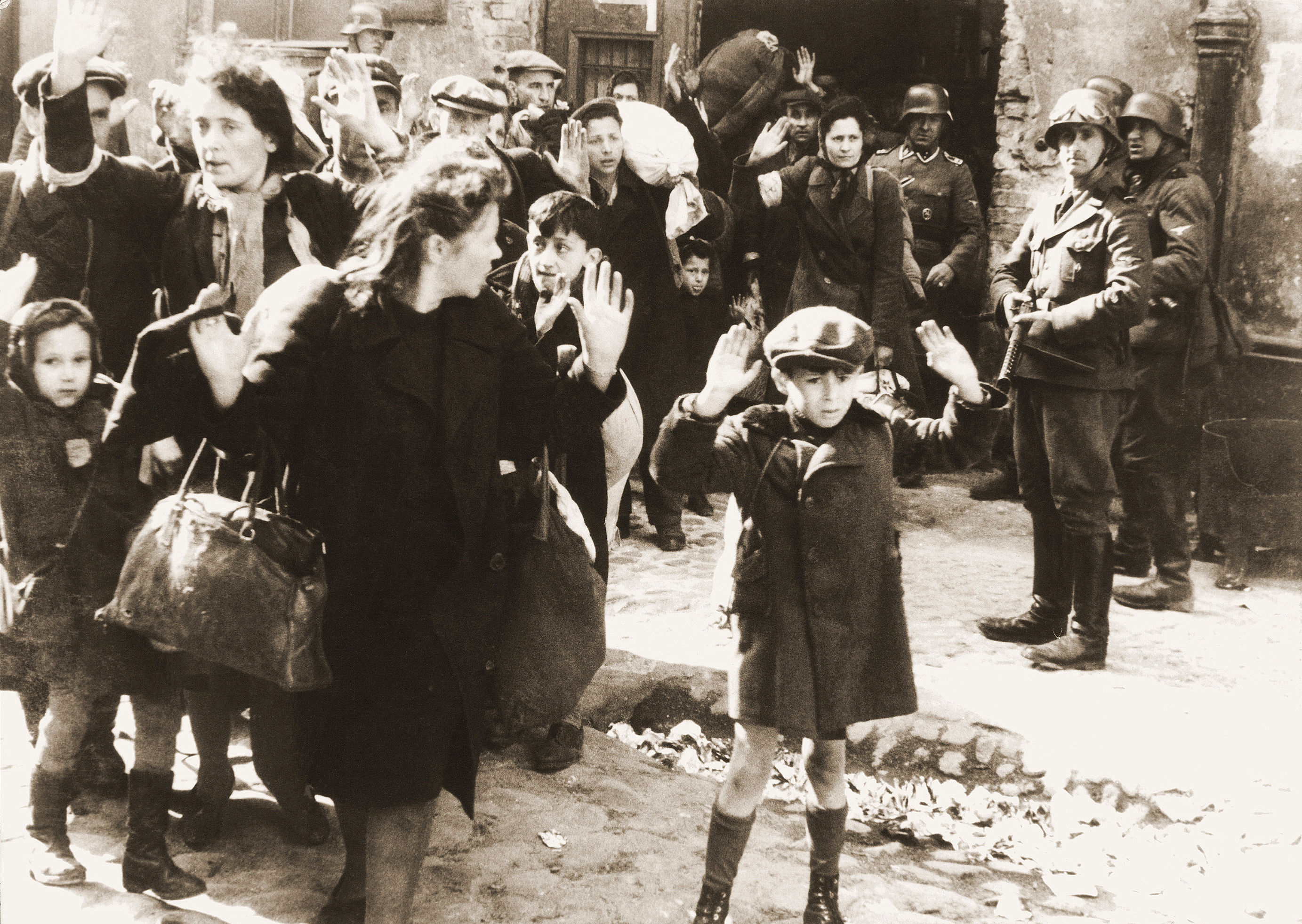
Soulèvement du ghetto de Varsovie, 1943
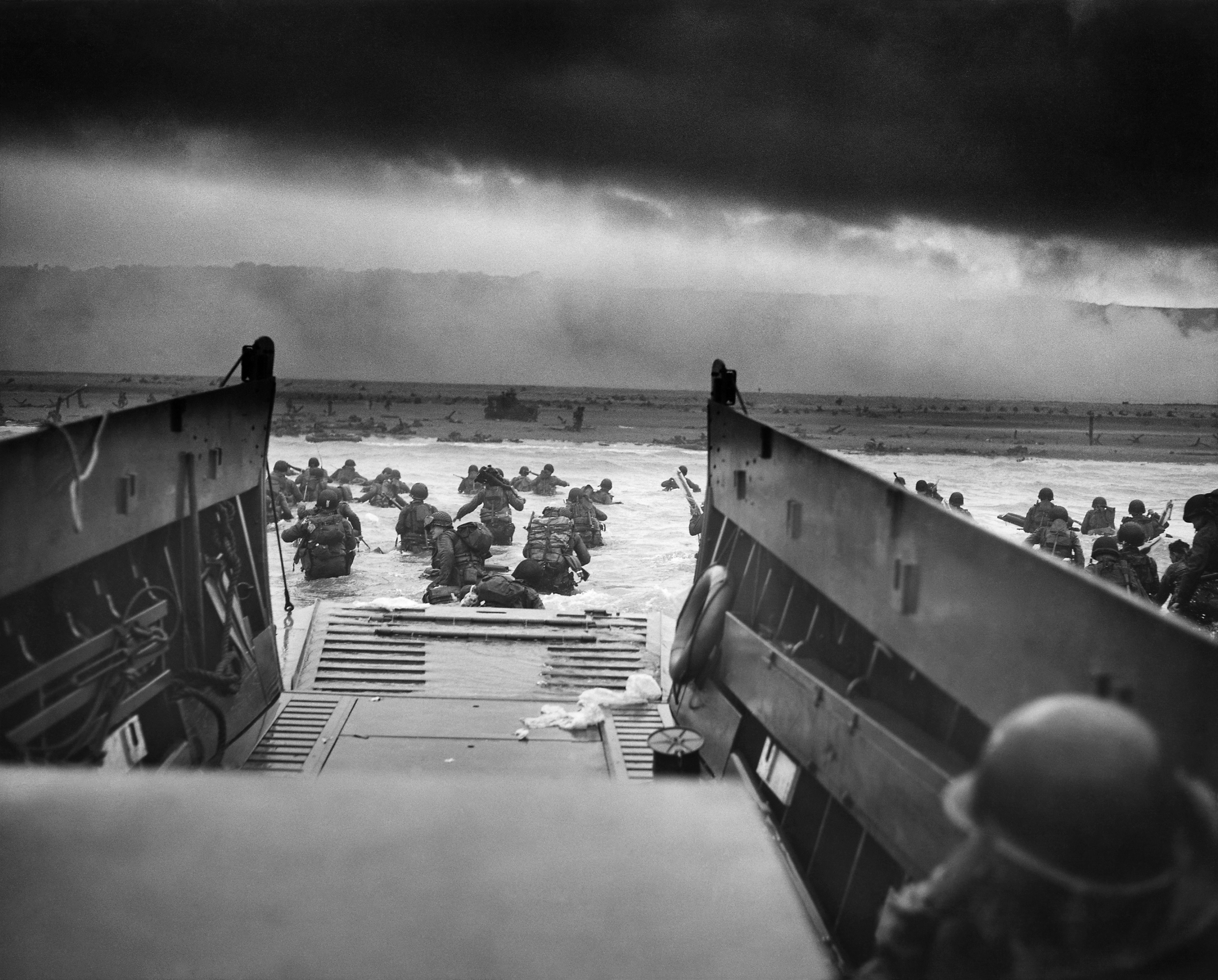
Into the Jaws of Death, photographie de Robert F. Sargent (1944)
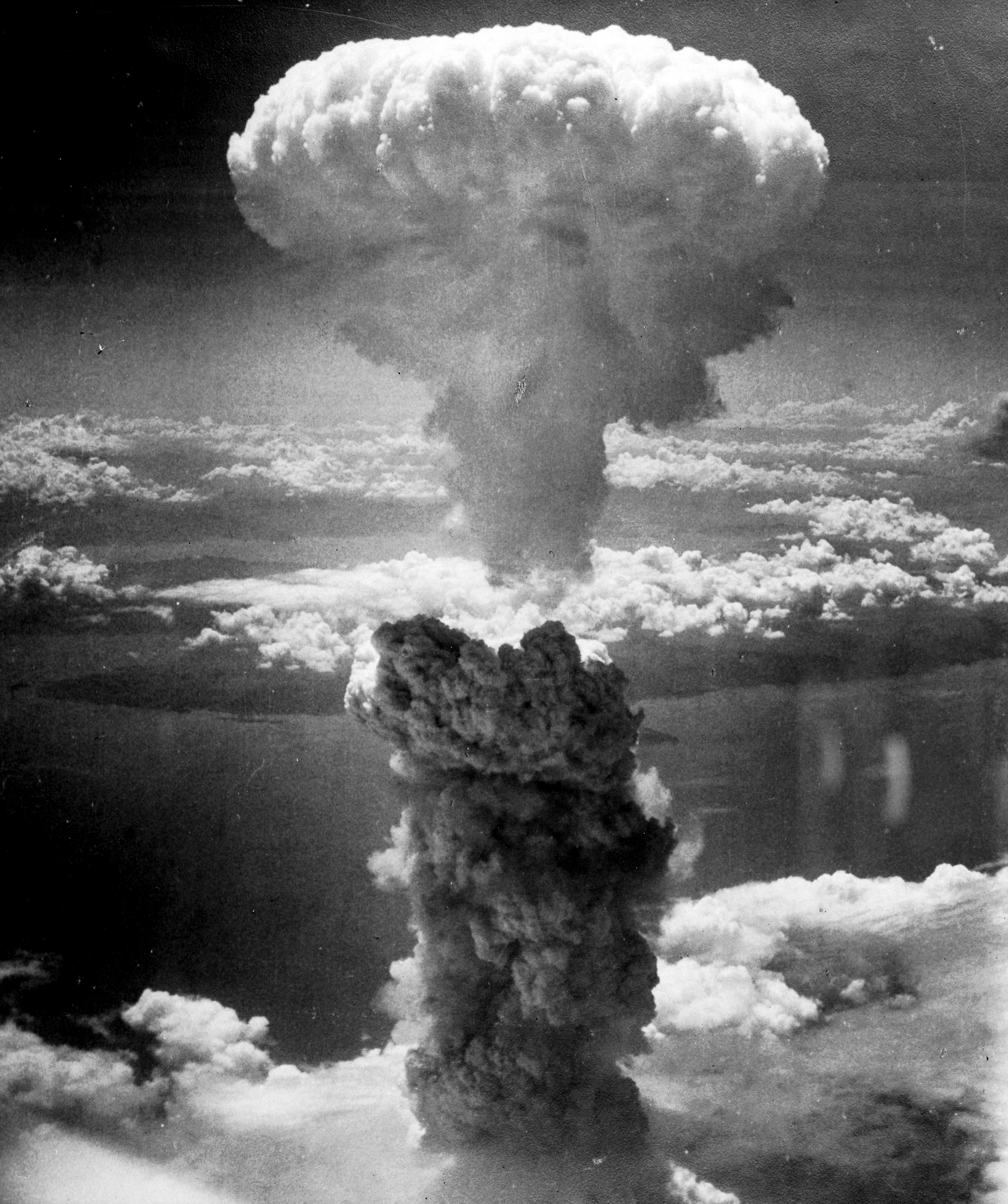
Bombardement atomique de Nagasaki, Charles Levy (1945)
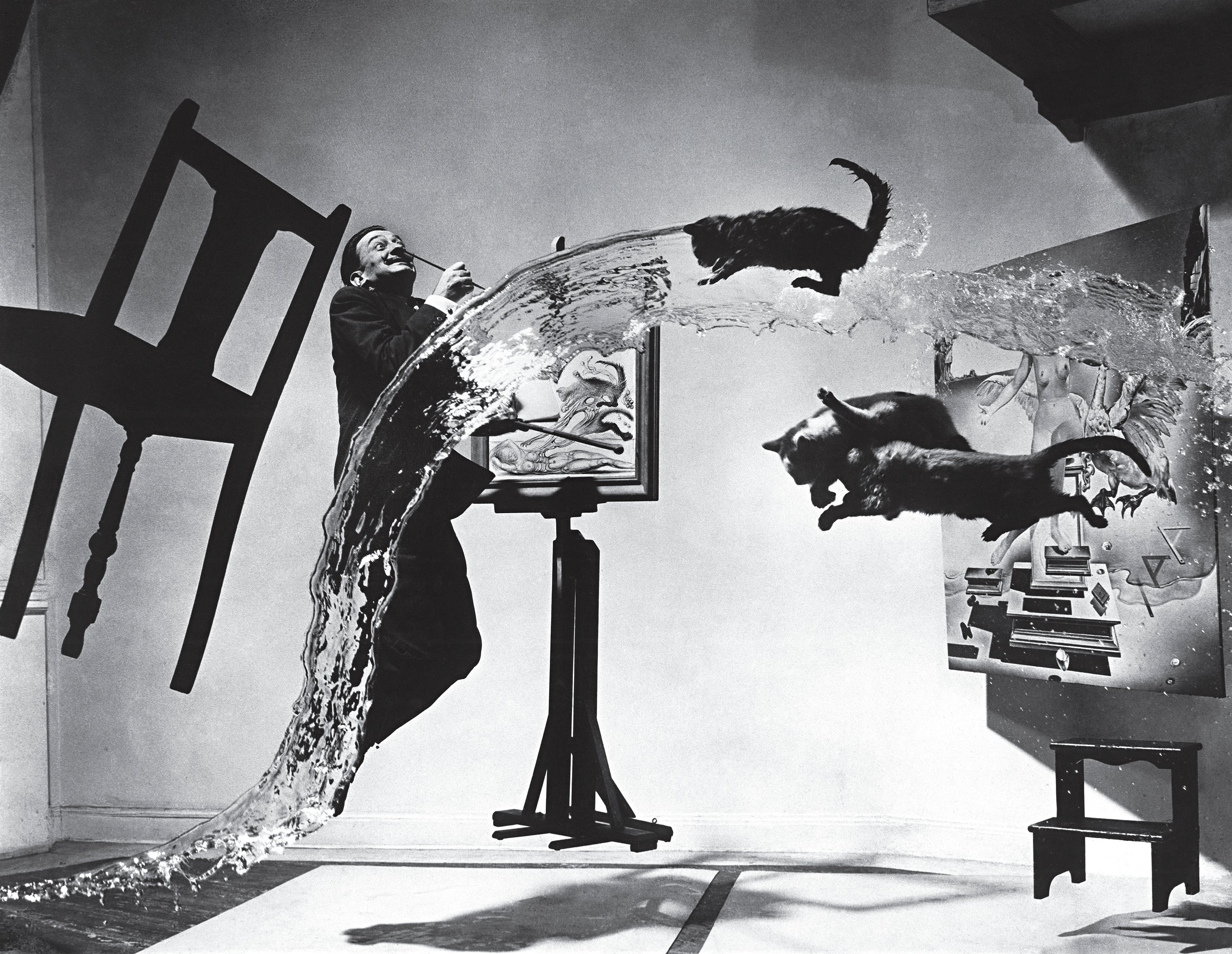
Dalí Atomicus, 1948
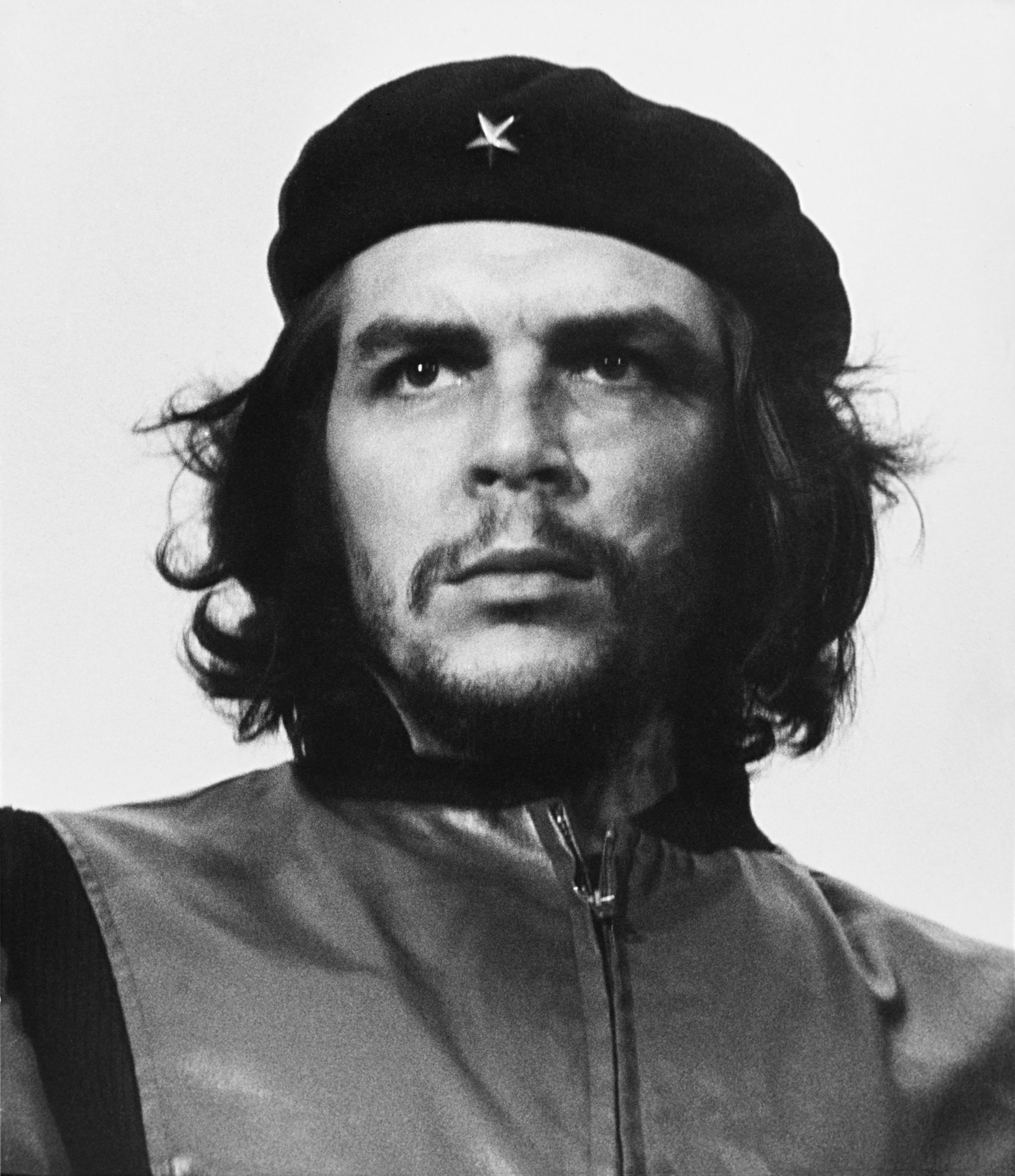
Che Guevara, 1960
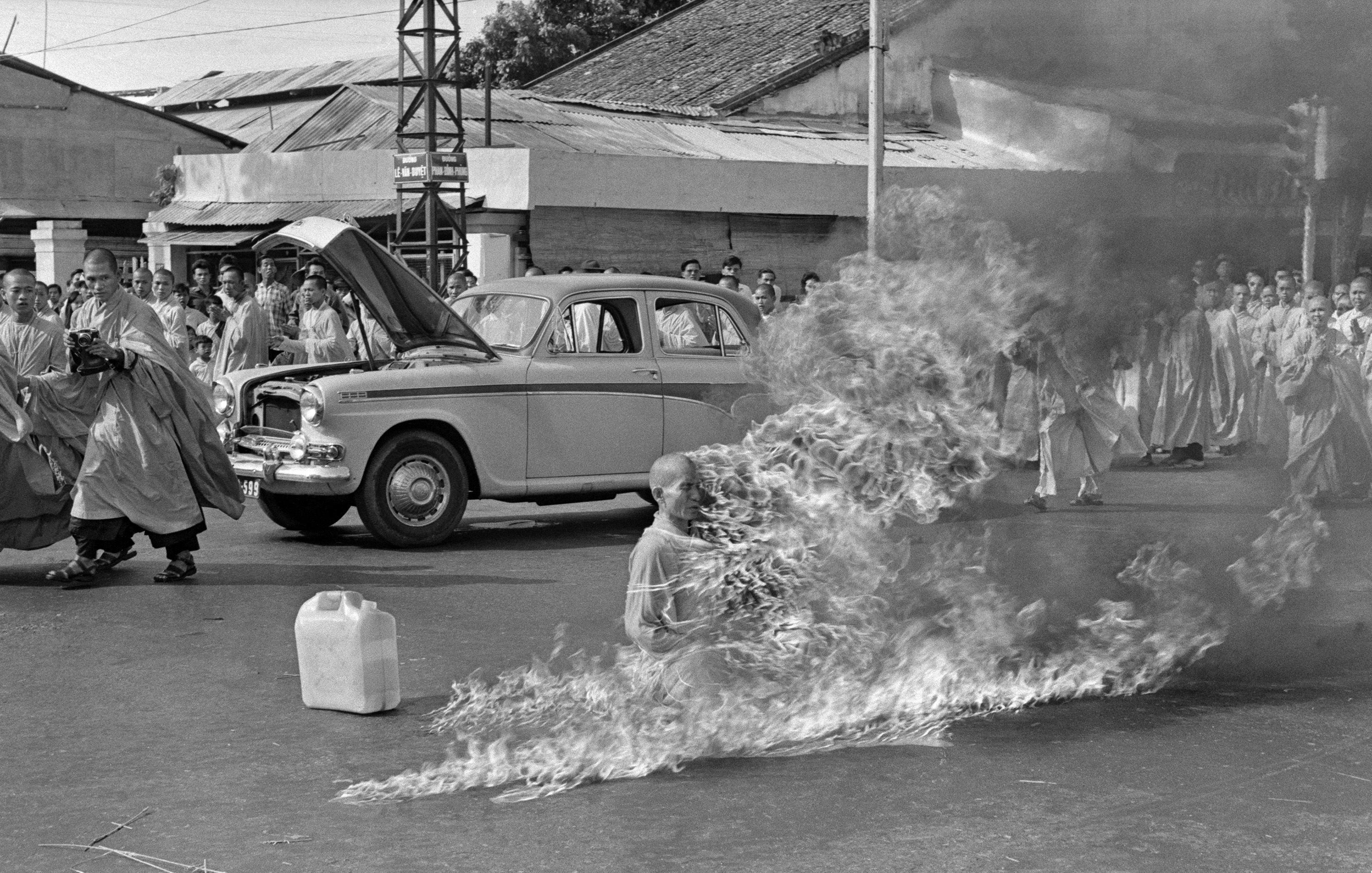
Auto-immolation de Thích Quảng Đức, 1963
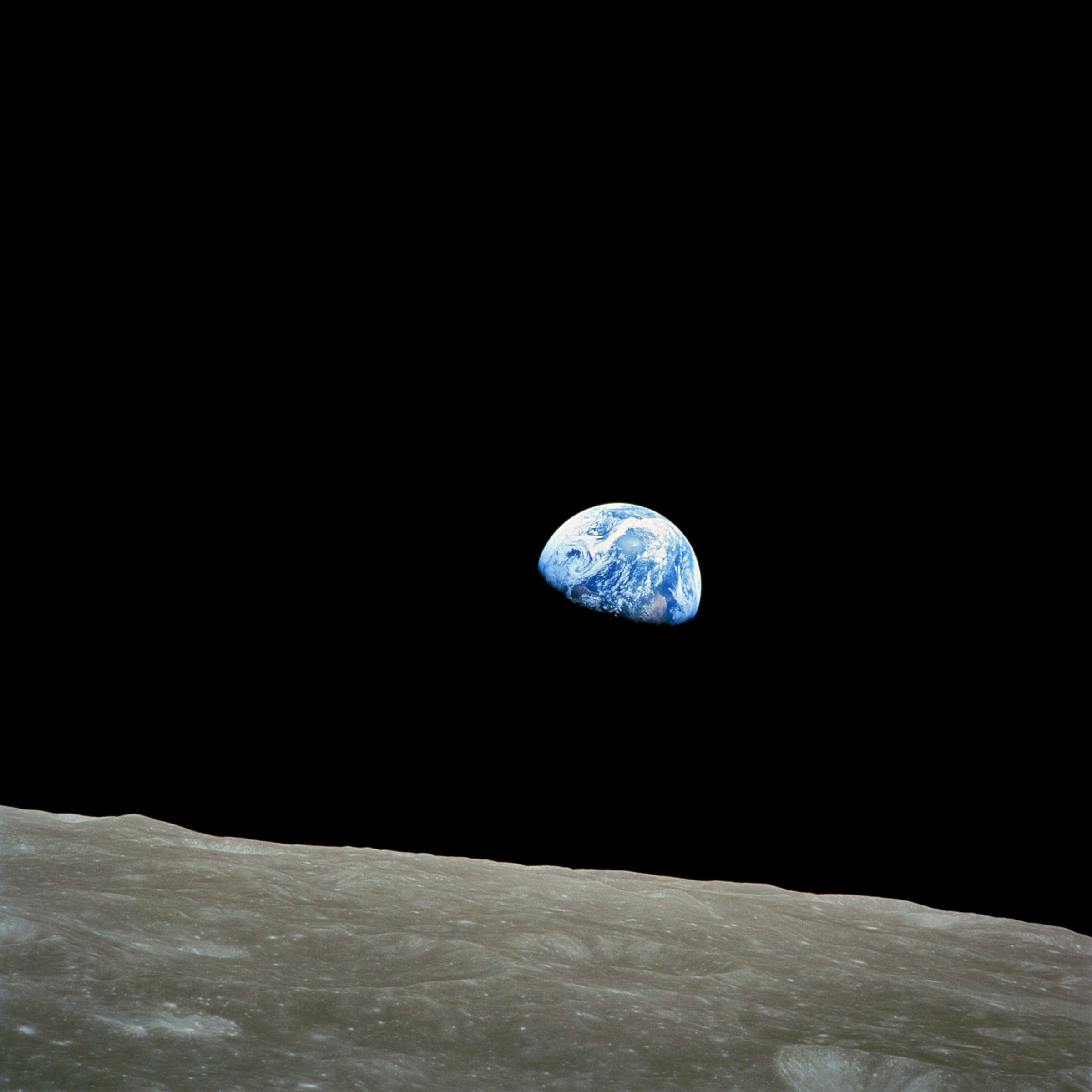
Lever de Terre, 1968, par William Anders
Empreinte de pied de Buzz Aldrin sur la Lune (1969)
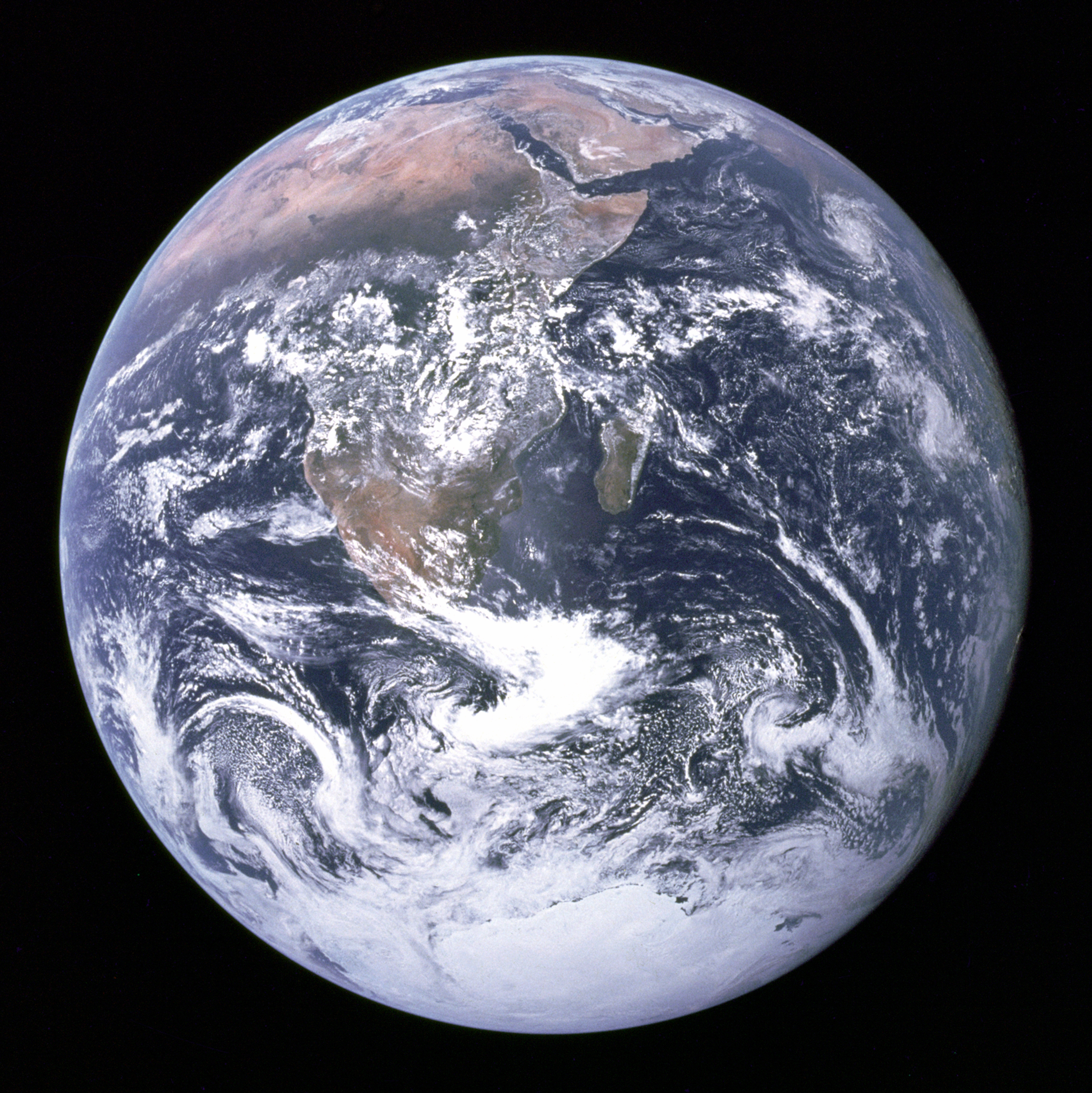
La Bille bleue, 1972
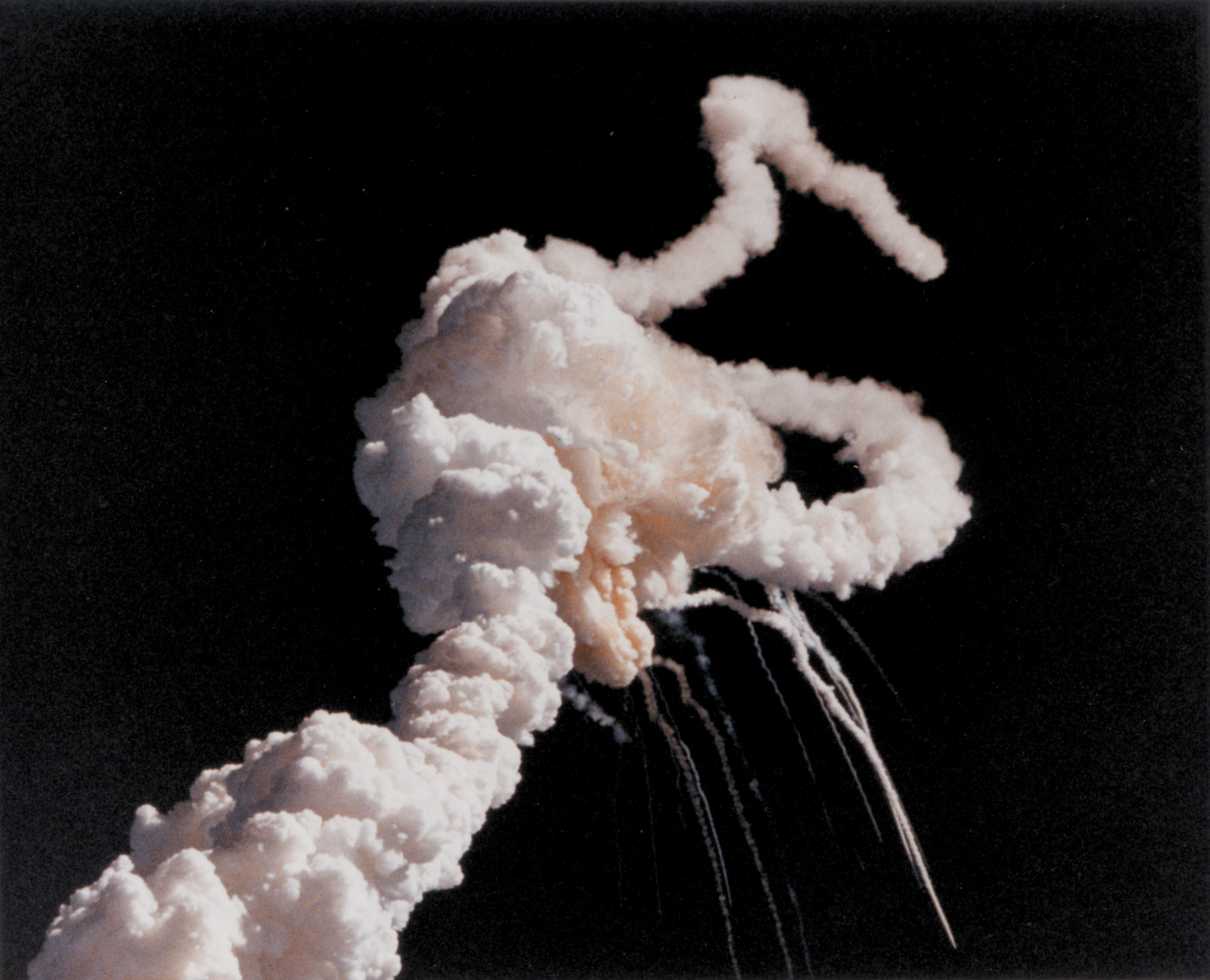
Explosion  de la navette spatiale Challenger, 1986